# Allorrhina scabriuscula
Allorrhina scabriuscula är en skalbaggsart som beskrevs av Nils Samuel Swederus 1787. Allorrhina scabriuscula ingår i släktet Allorrhina och familjen Cetoniidae. Inga underarter finns listade i Catalogue of Life.